# Salomońskie odznaczenia

## Wyspy Salomona
| Baretka    | Nazwa polska                                                                     | Nazwa angielska                                                  |
| ---------- | -------------------------------------------------------------------------------- | ---------------------------------------------------------------- |
|            | Gwiazda Wysp Salomona                                                            | Star of the Solomon Islands                                      |
|            | Krzyż Wysp Salomona                                                              | Cross of the Solomon Islands                                     |
|            | Medal Wysp Salomona                                                              | Solomon Islands Medal                                            |
| w przygot. | Medal Wysp Salomona za Chwalebną Służbę                                          | Solomon Islands Meritorious Service Medal                        |
| w przygot. | Medal za Długoletnią Służbę i Dobre Zachowanie Królewskiej Policji Wysp Salomona | Royal Solomon Islands Police Long Service and Good Conduct Medal |
|            | Medal Niepodległości Wysp Salomona                                               | Solomon Islands Independence Medal                               |
| w przygot. | Medal 10-lecia Niepodległości Wysp Salomona                                      | 10th Anniversary of Independence Medal                           |
| w przygot. | Medal 10-lecia Niepodległości Wysp Salomona dla Sił Zbrojnych                    | Disciplined Forces 10th Anniversary of Independence Medal        |
| w przygot. | Brązowy Medal Wysp Salomona                                                      | Solomon Islands Bronze Medal                                     |
| w przygot. | Medal 50-lecia Guadalcanal                                                       | Guadalcanal 50th Anniversary Medal                               |